# Климович, Сергей Иванович
Сергей Иванович Климович (1909—1946) — старший лейтенант Рабоче-крестьянской Красной Армии, участник Великой Отечественной войны, Герой Советского Союза (1943).

## Биография
Сергей Климович родился 4 апреля 1909 года в посёлке Шепетовка (ныне — город в Хмельницкой области Украины). В 1939 году он окончил рабфак при Житомирском сельскохозяйственном институте, после чего работал сначала бригадиром в колхозе, затем в исполнительном комитете Шепетовского райсовета депутатов трудящихся. В 1936—1939 годах проходил службу в Рабоче-крестьянской Красной Армии. В августе 1941 года Климович повторно был призван в армию. В 1942 году он окончил Гомельское пехотное училище. С мая того же года — на фронтах Великой Отечественной войны. Был ранен. К октябрю 1943 года лейтенант Сергей Климович командовал ротой 895-го стрелкового полка 193-й стрелковой дивизии 65-й армии Центрального фронта. Отличился во время битвы за Днепр.
В ночь с 14 на 15 октября 1943 года Климович в составе штурмовой группы на подручных средствах переправился через Днепр в районе посёлка Лоев Лоевского района Гомельской области Белорусской ССР и принял активное участие в захвате трёх траншей и высоты, освобождении деревни Крупейки. В том бою он получил тяжёлое ранение.
Указом Президиума Верховного Совета СССР от 30 октября 1943 года за «образцовое выполнение боевых заданий командования на фронте борьбы с немецкими захватчиками и проявленные при этом мужество и героизм» лейтенант Сергей Климович был удостоен высокого звания Героя Советского Союза с вручением ордена Ленина и медали «Золотая Звезда» за номером 1672.
Окончил курсы «Выстрел». После окончания войны Климович был уволен в запас. Вернулся в Шепетовку. Скончался от последствий полученных ранений 14 января 1946 года, похоронен в Шепетовке.
Был также награждён медалью.
В честь Климовича установлен обелиск и названа улица в Шепетовке.